# Districte de Clermont
El Districte de Clermont és un dels quatre districtes amb què es divideix el departament francès de l'Oise, a la regió dels Alts de França. Té 7 cantons i 146 municipis. El cap del districte és la sotsprefectura de Clermont-de-l'Oise.

## Cantons
cantó de Breteuil - cantó de Clermont - cantó de Froissy - cantó de Liancourt - cantó de Maignelay-Montigny - cantó de Mouy - cantó de Saint-Just-en-Chaussée

## Història
| Data d'elecció                           | Identitat         | Partit |
| ---------------------------------------- | ----------------- | ------ |
| 2003-2009                                | Daniel Rouhier    |        |
| 2009-2010                                | Claude Ballade    |        |
| 2010-                                    | Patrick Cousinard |        |
| les dades anteriors no són pas conegudes |                   |        |
|                                          |                   |        |